# Rhamphoneurus
Rhamphoneurus is een ondergeslacht van het geslacht van insecten Amphineurus binnen de familie steltmuggen (Limoniidae).

## Soorten
Deze lijst van 10 stuks is mogelijk niet compleet.
- A. (Rhamphoneurus) apiculatus (Alexander, 1968)
- A. (Rhamphoneurus) chiloeanus (Alexander, 1969)
- A. (Rhamphoneurus) fuscifusus (Alexander, 1929)
- A. (Rhamphoneurus) glabristylatus (Alexander, 1929)
- A. (Rhamphoneurus) insanus (Alexander, 1952)
- A. (Rhamphoneurus) nonnullus (Alexander, 1967)
- A. (Rhamphoneurus) nothofagetorum (Alexander, 1929)
- A. (Rhamphoneurus) nullus (Alexander, 1967)
- A. (Rhamphoneurus) rutristylus (Alexander, 1968)
- A. (Rhamphoneurus) sanus (Alexander, 1929)